# Helleröstenen

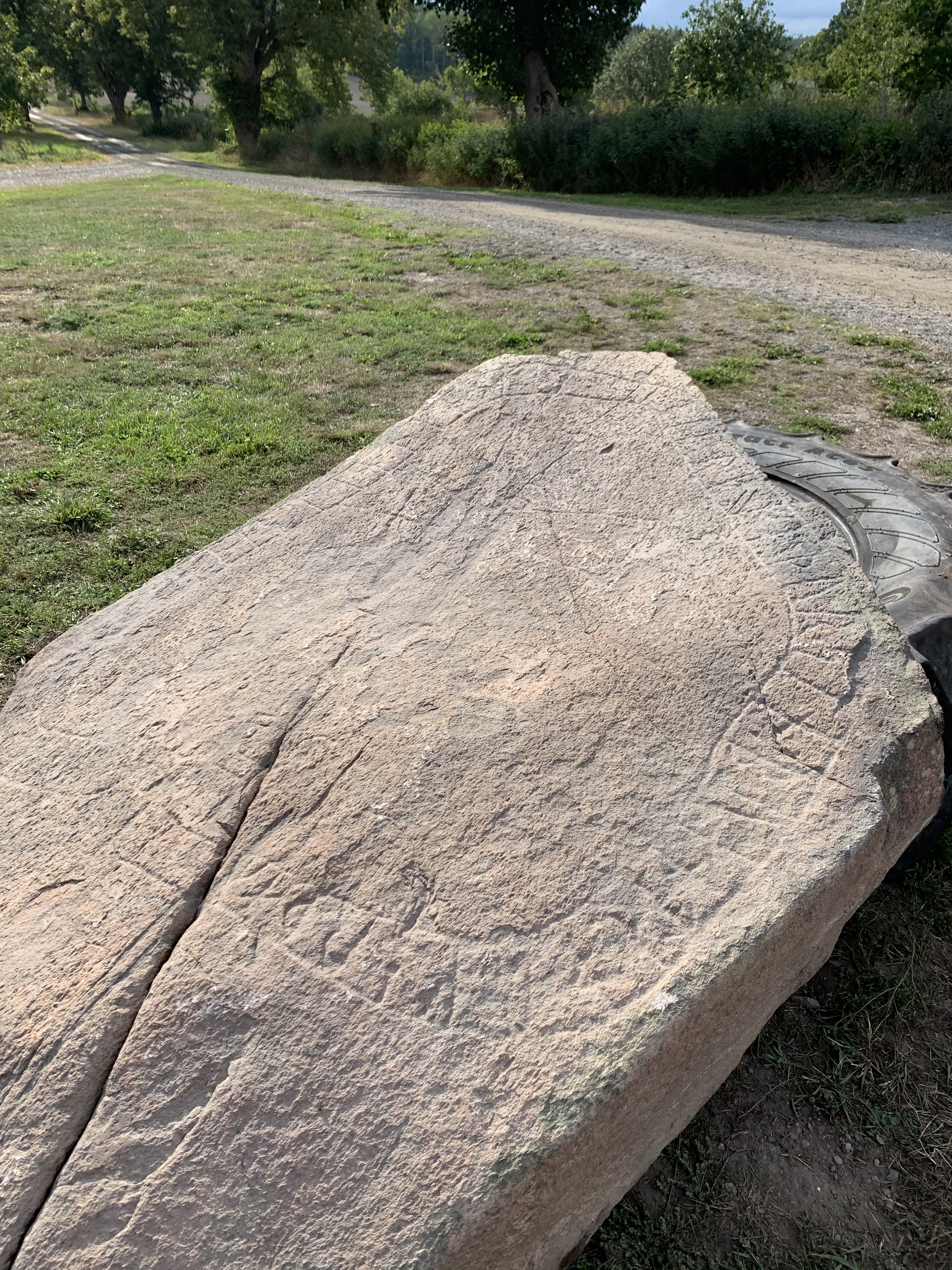

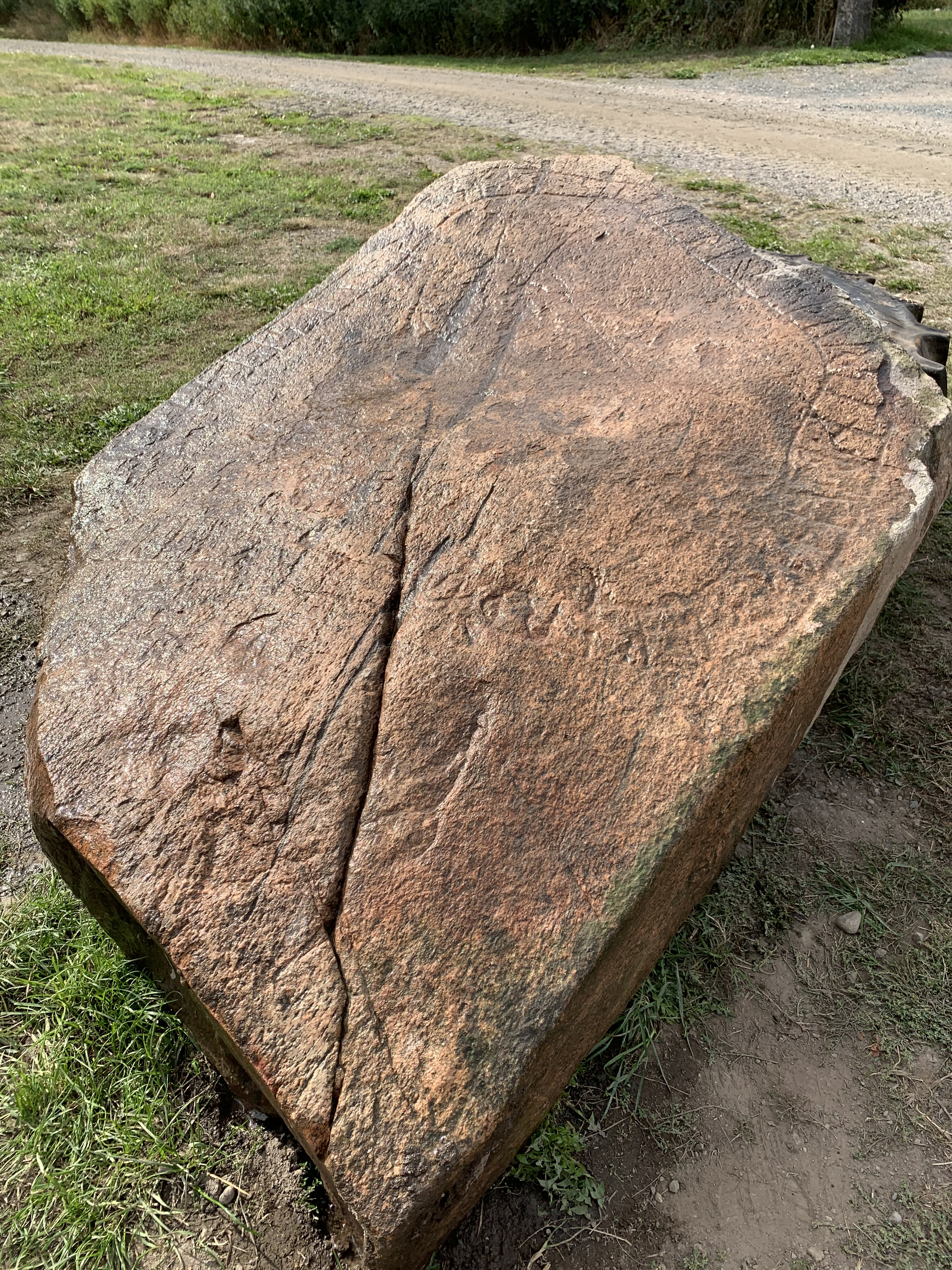

Helleröstenen är en runsten i Västra Eds socken i Västerviks kommun. Runstenen, som inte har fått ett officiellt namn ännu, upptäcktes i september 2020. Det var då den första nyfunna runstenen på mer än ett årtionde. Stenen pryds av ett rundjur med ett ovanligt utformat huvud, och återger kvinnonamnet Ögärd, som inte har påträffats på andra svenska runinskrifter. Stenen uppfördes sannolikt under 1000-talets första hälft.

## Upptäckt
En lantbrukare på gården Hellerö i Västra Eds socken i småländska Västerviks kommun flyttade under mitten av 2010-talet en stor sten som var i vägen för hans plog. Han flyttade den ur vägen, och lät den ligga vid kanten av åkern under några år. I september 2020 tittade han återigen på stenen, då han undrade om den kunde vara lämpligt material till en trappa. Han upptäckte då att det på nedsidan av stenen fanns runor, och han kontaktade därför Västerviks museum. Det var första gången på ett årtionde som en helt ny runsten har hittats.

## Runstenen
Stenen restes under yngre järnåldern, förmodligen någon gång mellan 1030 och 1050, eller åtminstone 1000-talets första hälft. Texten berättar att det rör sig om en son som har rest stenen efter sin döde fader.
Translitterering av runraden:
: kerþaṛ raisþi : stin : þansi : at : sitiarf : faþur : sin : buanta : aykerþaʀ :
Normalisering till runsvenska:
Gerðarr ræisþi stæin þannsi at Sigdiarf, faður sin, bōanda Øygærðaʀ.
Översättning till nusvenska:
Gärdar reste denna sten efter Sigdjärv, sin fader, Ögärds make.
Fadern var gift med Ögärd, ett kvinnonamn som inte har bekräftats från några andra runinskrifter, och som från nutida svenskt område bara har identifierats i några få belägg från Bohuslän och Jämtland. Det råder också viss osäkerhet, i de preliminära tolkningarna, om det är Sigdjärv som ska avses, eller något annat närbesläktat namn.
Stenen pryds också av ett rundjur i form av en orm som biter sig i sin egen svans. Rundjurets huvud har en utformning som inte har påträffats någon annanstans i Småland och Östergötland, vilket kan tyda på att runristaren har kommit utifrån. Det finns också ett kors på stenen, som bidrar till dateringen.

## Platsen
Runstenen står vid en plats där man tidigare har hittat fynd från samma tid, bland annat silverdepåer. Det antyder att en rik familj bodde på platsen.